# Étalle
Étalle (în dialectul loren: Etåle) este o comună francofonă din regiunea Valonia din Belgia. Comuna este formată din localitățile Étalle, Buzenol, Chantemelle, Sainte-Marie-sur-Semois, Vance, Villers-sur-Semois, Lenclos, Sivry, Villers-Tortru, Croix-Rouge, Huombois, Mortinsart și Fratin. Suprafața totală a comunei este de 78,10 km². La 1 ianuarie 2008 comuna avea o populație totală de 5.469 locuitori. 
Comuna este situată în sudul provinciei, în regiunea naturală Gaume, parte a regiunii etnologice Lorena Belgiană.